# Hoa Nghị huynh đệ
Tập đoàn Hoa Nghị huynh đệ (Tiếng Anh: Huayi Brothers Media Corporation) hay còn gọi là Hoa Nghị huynh đệ ảnh nghiệp, là tập đoàn điện ảnh và giải trí Trung Quốc. Tập đoàn được hai anh em Vương Trung Quân và Vương Trung Lỗi thành lập năm 1994.

## Tiểu sử
Hoa Nghị huynh đệ được hai anh em Vương Trung Quân (sinh ngày 30 tháng 11 năm 1960) và Vương Trung Lỗi (sinh ngày 4 tháng 4 năm 1970) thành lập năm 1994. Hãng chuyên sản xuất các bộ phim điện ảnh, phim truyền hình, chương trình truyền hình, quản lý các nghệ sĩ. Đến nay, Hoa Nghị huynh đệ đã phát triển thành một tập đoàn.

## Các nghệ sĩ trực thuộc quản lý
Tập đoàn Hoa Nghị huynh đệ là nơi quản lý rất nhiều các nghệ sĩ nổi tiếng Trung Quốc.

### Các nghệ sĩ đang trực thuộc
- Đổng Tuyền
- Thích Nghiên Địch
- Hoắc Tư Yến
- Lý Thiến
- Kiều Chấn Vũ
- Ngô Bội Từ
- Dương Lập Tân
- Viên Hiểu Siêu
- Chu Tiểu Xuyên
- An Dĩ Hiên
- Đỗ Thuần
- Lý Hâm Vũ
- Tô Nham
- Tiêu Ngạn Bác
- Dương Húc Văn
- Trương Hàm Dư
- Chu Vịnh Đằng
- Bảo Kiếm Phong
- Phùng Đức Luân
- Liệu Phàm
- Từ Phàm
- Trương Mặc
- Zony và Yony
- Tào Lộ
- Phùng Gia Di
- Lý Thần
- Lưu Khoa
- Vương Cảnh Xuân
- Từ Khiết Nhi
- Trương Hiểu Long
- Phó Nghệ Vỹ
- Trần Hách
- Phùng Thiệu Phong
- Lỳ Trình Viện
- Mã Nghiên Đình
- Vương Nhược Tâm
- Từ Lộ
- Diêu Tinh Đồng
- Triệu Hải Đào
- Từ Hân Nhiên
- Trần Hiểu Đông
- Hàn Tú Nhất
- Lý Niệm
- Bành Quốc Bân
- Ôn Bích Hà
- Dương Lặc
- Vịnh Mai
- Trịnh Khải
- Lý Trị Đình
- Vương Bảo Cường
- Đường Nghệ Hân
- Đoạn Dịch Hoành
- Bảo Kiếm Phong
- Trần Nhã Nhàn
- Cát Lệ
- Lý Hâm Vũ
- Lưu Đông Thấm
- Chung Sở Hi
- Trịnh Duệ Bân
- Tô Hiểu Đồng
- Tôn Y Hàm

### Nghệ sĩ đã hết hợp đồng
- Vu Chấn
- Vương Truyền Quân
- Lưu Vân
- Chu Hoành Gia
- Trương Tử Phong
- Lý Tiểu Lộ
- Mạnh Nghiễm Mỹ
- Lục Nghị
- Hồ Khả
- Giả Nãi Lượng
- Hùng Nãi Cẩn
- Mã Tô
- Vương Lạc Dũng
- Lưu Vũ Hâm
- Thang Yến
- Trương Trữ Giang
- Lee Seung-hyun
- Thượng Văn Tiệp
- Trần Tử Hàm
- Phạm Văn Phương
- Thường Phương Nguyên
- Tát Nhật Na
- Phương Lực Thân
- Vương Hiểu Thần
- Lưu Vũ
- Tề Khuê
- Trương Chí Kiên
- Li Lâm
- Lâm Tâm Như
- Trần Sở Sinh
- Trần Sở Hà
- Phạm Băng Băng
- Quách Gia Minh
- Tiết Giai Ngưng
- Vương Nhất Nam
- Ninh Lộ
- Lưu Quân
- Hà Khiết
- Trương Dịch
- Dương Tử
- La Hải Quỳnh
- Diêu Lỗ
- Phạm Chí Bác
- Huỳnh Hiểu Minh
- Cung Bội Bật
- Vương Thiên Nguyên
- Leon Jay Williams
- Tôn Ninh
- Hà Trác Ngôn
- Đặng Siêu
- Châu Tấn
- Tô Hữu Bằng
- Diêu Thần
- Tỉnh Bách Nhiên
- Lập Uy Liêm
- Chu Á Văn
- Sa Dật
- Thiệu Binh
- A Nhã
- Khương Hồng

## Phim truyện
- Điện thoại di động (Movie, 2003)
- Tuyệt đỉnh Kungfu (Movie, 2004)
- Thiên hạ vô tặc (Movie, 2004)
- Kế hoạch Baby (Movie, 2006)
- Dạ yến (Movie, 2006)
- Binh pháp Mặc công (Movie, 2006)
- Hiệu lệnh tập kết (Movie, 2007)
- Tâm trung hữu quỷ (Movie, 2007)
- Phi thành vật nhiễu (Movie, 2008)
- Vua Kung Fu (Movie, 2008)
- Phong thanh (Movie, 2009)
- Tình mộng kỳ duyên (Movie, 2009)
- Suy đoán của Lý Mễ (Movie, 2009)
- Đường Sơn đại địa chấn (Movie, 2010)
- Tuyến nhân (Movie, 2010)
- Địch Nhân Kiệt: Thông Thiên Đế quốc (Movie, 2010)
- Khai tâm ma pháp (Movie, 2011)
- Tân Thiếu Lâm tự (Movie, 2011)
- Yêu (Movie, 2012)
- Nạn đói 1942 (Movie, 2012)
- Họa Bì 2 (Movie, 2012)
- 12 Con Giáp (Movie, 2012)
- Thái cực quyền (Movie, 2012)
- Thái cực quyền 2 (Movie, 2012)
- Tư nhân đính chế (Movie, 2013)
- Tây Du Ký: Mối tình ngoại truyện (Movie, 2013)
- Địch Nhân Kiệt: Thần đô Long Vương (Movie, 2013)
- Học Cách Yêu (Movie, 2014)
- Thái Bình Luân (Movie, 2014)
- Thiên tướng hùng sư (Movie, 2015)
- Thất cô (Movie, 2015)
- Hardcore Henry (Movie, 2015)
- Món quà bí ẩn (Movie, 2015)
- Lão Pháo Nhi (Movie, 2015)
- Mệnh trung chú định (2015)
- Ma thổi đèn - Tầm long quyết (Movie, 2015)
- Cậu Bé Ma (2016)
- Warcraft: Đại Chiến Hai Thế giới (2016)
- Free State of Jones (2016)
- Bodi - Chú chó mê nhạc rock (2016)
- Nổi loạn tuổi 17 (2016)
- Những bà mẹ "ngoan" (Movie, 2016)
- Tôi không phải là Phan Kim Liên (Movie, 2016)
- Những bà mẹ "ngoan" 2 (Movie, 2017)
- Khoảng cách giữa chúng ta (Movie, 2017)
- Trò chơi của Molly (Movie, 2017)
- Tây Du Ký: Mối tình ngoại truyện 2 (Movie, 2017)
- Kẻ ngoại tộc (Movie, 2017)
- Thunder Agents (N/A)
- Sát hại Hội Vui vẻ (Movie, 2018)
- Giành anh từ biển (Movie, 2018)
- Peppermint: Thiên thần công lý (Movie, 2018)
- Địch Nhân Kiệt: Tứ đại Thiên Vương (Movie, 2018)
- Mốc 22 (Movie, 2018)
- Bỗng dưng làm sếp (Movie, 2018)
- Chị thấy chị đẹp (Movie, 2018)
- 21 cây cầu (Movie, 2019)
- Ma thổi đèn - Vân Nam trùng cốc (Movie, 2019)
- Phàn đăng giả (Movie, 2019)
- Bát bách (Movie, 2020)
- Tuyệt chủng (Movie, 2021)
- Âm dương sư: Thị thần lệnh (Movie, 2021)
- Cherry (Movie, 2021)
- Thiết đạo anh hùng (Movie, 2021)
- Môn phái võ mèo: Huyền thoại một chú chó (Movie, 2022)
- Đặc vụ 355 (Movie, 2022)
- Trăng rơi (Movie, 2022)